# توم سافاج (مسير أعمال)
توم سافاج (بالإنجليزية: Tom Savage)‏ هو مسير أعمال بريطاني، ولد في 27 يوليو 1979.